# Johannes Willebrands
Johannes Gerardus Maria Willebrands (Bovenkarspel, 4 de setembro de 1909 — Denekamp, 2 de agosto de 2006) foi um cardeal católico neerlandês.

## Juventude e ordenação
Johannes Willebrands nasceu em Bovenkarspel (Stede Broec), o mais velho dos nove filhos de Herman e Afra (née Kok) Willebrands. Seu pai trabalhou como pagador no mercado local de hortaliças, e um de seus irmãos se tornou um missionário Redentorista no Suriname. Willebrands estudou no seminário em Warmond perto de Leiden, onde foi ordenado ao sacerdócio em 26 de maio de 1934. Em 1937, recebeu um Doutorado em Filosofia na Ateneu Pontifício Angelicum em Roma.

### Envolvimento precoce no ecumenismo
Willebrands retornou aos Países Baixos em 1937 e atuou como capelão da Igreja de Begijnhof em Amsterdã. Em 1940, ele começou a ensinar filosofia em sua alma mater do seminário de Warmond. Cinco anos depois, ele se tornou o reitor do seminário. Willebrands demonstrou um interesse muito ativo na causa da unidade dos cristãos como presidente da St Willibrord Association, que promoveu o ecumenismo na Holanda; em 1951, ele organizou a Conferência Católica sobre Questões Ecumênicas, que estava em contato com o Conselho Mundial de Igrejas.

## Episcopado
Ele foi nomeado bispo-titular de Mauriana em 4 de junho de 1964. Willebrands recebeu sua consagração episcopal no dia 28 de junho do Papa Paulo VI, com os arcebispos Diego Venini e Ettore Cunial servindo como co-sagrantes, na Basílica de São Pedro. Em 7 de dezembro de 1965, ele leu a declaração pela qual as igrejas católica e ortodoxa "cancelaram da memória dos homens" sua mútua excomunhão após o grande cisma de 1054.

### Conselho Pontifício para a Promoção da Unidade dos Cristãos
Em 28 de junho de 1960, o Papa João XXIII o nomeou Secretário do recém-criado  Secretariado para Promoção da Unidade dos Cristãos (posteriormente elevado a um Conselho Pontifício), sob a direção de Augustin Bea. Auxiliado por sua fluência em seis idiomas, Willebrands estava envolvido na construção de pontes para a Igreja Anglicana e a Igreja Ortodoxa Russa.
Ele foi fundamental para convencer as igrejas ortodoxas a participarem das sessões do Concílio Vaticano II como observadores enquanto se reunia entre 1962 e 1965.  Durante os trabalhos do Concílio Vaticano II, ele preparou os documentos relacionados às escrituras e tradições, ecumenismo, liberdade religiosa e relações com religiões não-cristãs. Willebrands foi elevado à categoria de Monsenhor em 1963. Em 12 de abril de 1969, o Papa Paulo VI nomeou Willebrands como Presidente do Secretariado para a Promoção da Unidade dos Cristãos, sucedendo ao Cardeal Bea após sua morte.
Após sua renúncia como arcebispo de Utrecht, Willebrands continuou como presidente da Promoção da Unidade dos Cristãos. Willebrands atuou como Presidente Delegado na Segunda Assembléia Extraordinária do Sínodo Mundial dos Bispos, realizada de 24 de novembro a 8 de dezembro de 1985, e tornou-se Presidente emérito do Pontifício Conselho para a Promoção da Unidade dos Cristãos em 12 de dezembro de 1989, quando foi sucedido como presidente por Edward Idris Cassidy.

## Arcebispo de Utrecht

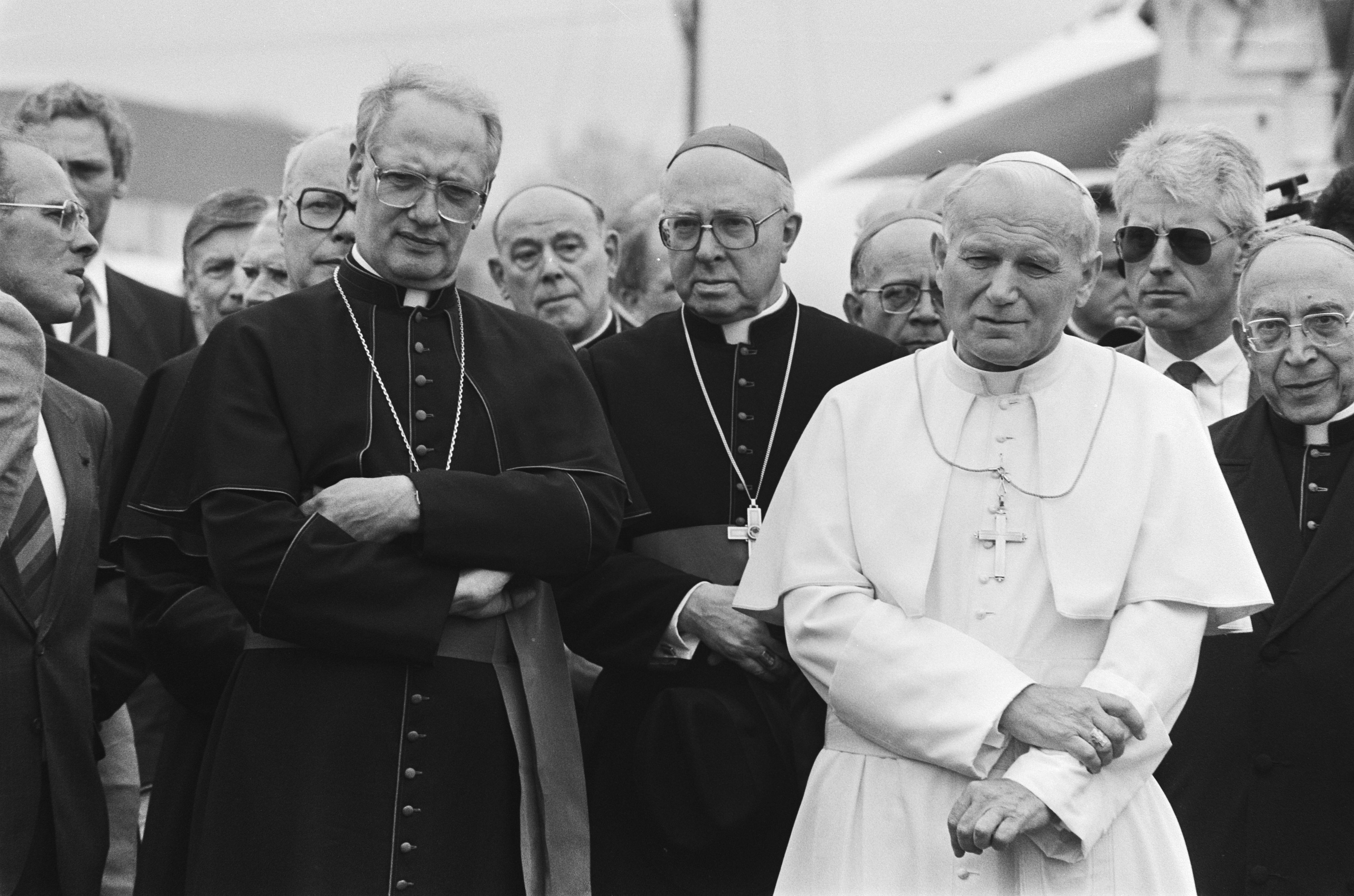
O cardeal Willebrands entre o Papa João Paulo II (à direita) e o cardeal Simonis (à esquerda).

Em 6 de dezembro de 1975, foi nomeado Arcebispo de Utrecht e, portanto, de fato Primaz dos Países Baixos, continuando ao mesmo tempo em servir como Presidente da Secretariado. Esperava-se que fosse capaz de usar seus talentos diplomáticos para reconciliar as alas conservadoras e liberais da Igreja Católica, mas as qualidades de paciência, reticência e reserva que fizeram tal sucesso nos círculos ecumênicos não agradou ao seu rebanho holandês. Mais tarde, ele renunciou ao cargo de arcebispo em 3 de dezembro de 1983.

## Cardinalato
Ele foi criado Cardeal-Diácono de Santos Cosme e Damião por Paulo VI no consistório de 28 de abril de 1969, e mais tarde se tornou cardeal-presbítero de São Sebastião nas Catacumbas em 6 de dezembro de 1975, quando foi nomeado Arcebispo de Utrecht.
Ele se tornou Camerlengo do Sagrado Colégio dos Cardeais em 1988 e serviu até 1995, após o qual o cargo foi abolido.

## Aposentadoria e morte
O cardeal Willebrands mudou-se para convento das clarissas de Sankt Nicolaasstichting em Denekamp em 1997, onde morreu nove anos depois, aos 96 anos. Na época de sua morte, era o membro vivo mais velho do Colégio dos Cardeais

## Conclaves
- Conclave de agosto de 1978 - participou da eleição do Papa João Paulo I;
- Conclave de outubro de 1978 - participou da eleição do Papa João Paulo II. Segundo a Times Magazine, teria retirado sua candidatura para ajudar na eleição de Karol Wojtyła.[6]